# Al Plastino
Al Plastino, född 15 december 1921 på Manhattan i New York i delstaten New York, död 25 november 2013, var en amerikansk serietecknare. Han tecknade vitt skilda serier som Captain America, Stålmannen, dagspressversionen av Batman och Ferd'nand.